# Берек Батори
Берек Батори (венг. Bátori Bereck, венг. Bátori Gutkeled, 1276 — 1322) — государственный и военный деятель Королевства Венгрии. Основатель рода Батори.

## Биография
Происходил из рода Гуткелед. Внук королевского судьи Миклоша Гуткеледа (1195—1220). Сын Андраша Лысого из Ракамаза (1220—1250), который упомянут в 1250 году, как покровитель монастыря Шарвар в комитате Сатмар. Первое упоминание относится к 1276 году, вероятно в 1270-х годах участвовал в борьбе против венгерского рода Аба за власть в Королевстве Венгрии. Скорее всего, совместно со старшими братьями Бенедиктом и Андрашем Дьёрдя и Андрашем Ходашем участвовал в битве на Моравском поле. В 1279 году король Ласло IV Кун пожаловал Андраша Ходаша и сыновей Андраша Дьёрдя (ум. 1307), Бенедикта (ум. 1321) и Берека (ум. 1322) за их военные заслуги замком Батор и комитат Сабольч.
В 1299 году назначен одним из судьей комитата Сатмара. В 1310 году Берек стал полноправным владельцем замка Батор, после чего все потомки Берека начали именоваться Батори. Умер в 1322 году.

## Семья
Жена — дочь Мархада Надаби из рода Чак.
Их дети:
- Янош[укр.] (ум. 1350) — государственный и военный деятель Королевство Венгрия;
- Лёкёша[укр.] (ум. 1330) —  родоначальник ветви Батори-Эчеды;
- Миклош[венг.] (ум. 1357/63) — архиепископ Чонграда, покровитель замка Сегед;
- Андраш[венг.] (ум. 1345) — епископ Варади;
- Клара (ум. 1336).